# Église Saint-Maurice d'Artannes-sur-Indre
Pour les articles homonymes, voir Église Saint-Maurice.
L'église Saint-Maurice d'Artannes-sur-Indre est une église paroissiale affectée au culte catholique dans la commune française d'Artannes-sur-Indre, dans le département d'Indre-et-Loire.
L'édifice est inscrit comme monument historique en 1948.

## Histoire
L'église est vouée au culte de saint Maurice. Elle est construite au XIe siècle, le chœur au XIIIe. Une chapelle est ajoutée à ce dernier au XVe siècle. Le transept est remanié et voûté sur ogives au XVIe siècle. Enfin, la façade de la nef, qui regarde vers l'ouest, est rebâtie à l'époque moderne.
L'église, à l'exception de sa façade, est inscrite comme monument historique en avril 1948.
Fin 2021 et pour une durée d'environ six mois, des travaux de réfection et de consolidation doivent être entrepris, accompagnés d'une restauration des peintures intérieures et du changement des vitraux.

## Architecture et mobilier
- 1 : Château
- 2 : Église
- 3. : Boulangerie
- 4 : Tour
- 5 : Grange
- A : Source
- B : Douve
- C : Bonde
- D : Jardin
- E : Avant-cour
- F : Cour d'honneur
- G : Esplanade

Plan du château et de l'église (1795).

La nef, parementée en petit appareil, est le seul vestige d'un premier édifice. Son mur gouttereau méridional est percé d'une baie gothique, et ladite nef est voûtée en charpente. Le transept qui lui succède est voûté en ogives. La voûte de sa croisée s'orne d'un médaillon aux armes de Martin de Beaune.

## Pour en savoir plus